# جويل برونو
جويل برونو هو عضو مجلس إدارة وسياسي فرنسي، ولد في 7 سبتمبر 1963 في شاتورو في فرنسا. نشط حزبياً في الاتحاد من أجل حركة شعبية.

## مناصب
- انتخب  خلال فترته النيابية ‏ (18 مايو 2020 – ).
- انتخب mayor of Caen ‏ خلال فترته النيابية ‏ (23 مايو 2020 – ).
- انتخب  خلال فترته النيابية ‏ (30 مارس 2014 – 17 مايو 2020).
- انتخب community councillor of Caen la Mer ‏ لترشحه ضمن قائمة كان، خلال فترته النيابية ‏ (2017 – ).
- انتخب .
- انتخب mayor of Caen ‏ خلال فترته النيابية ‏ (5 أبريل 2014 – 22 مايو 2020).